# Haruniye
Haruniye (antigament Al Haruniyya) fou una fortalesa de l'edat mitjana a la Djazira entre Maraix i Ayn Zarba. Portava el seu nom en honor del califa Harun ar-Raixid que la va fer fundar el 799 i la va dotar de dos murs de protecció i de portes de ferro.
El 27 de desembre del 959 fou ocupada i destruïda pel general romà d'Orient Lleó Focas que va fer 1500 presoners. Sayf al-Dawla, emir hamdànida d'Alep, la va reconstruir. El 1098 va caure en mans dels croats i poc després apareix en mans del Regne Armeni de Cilícia.
Actualment es troba a Düziçi, districte de la província d'Osmaniye (Turquia), si bé amb anterioritat a 1996 formava part de la província d'Adana.